# Cambiamo!
Cambiamo! è stato un partito politico italiano di centro-destra di orientamento conservatore e liberista fondato da Giovanni Toti nel 2019 e che nel 2022 si è unito a Identità e Azione per dare vita a Italia al Centro.

## Storia

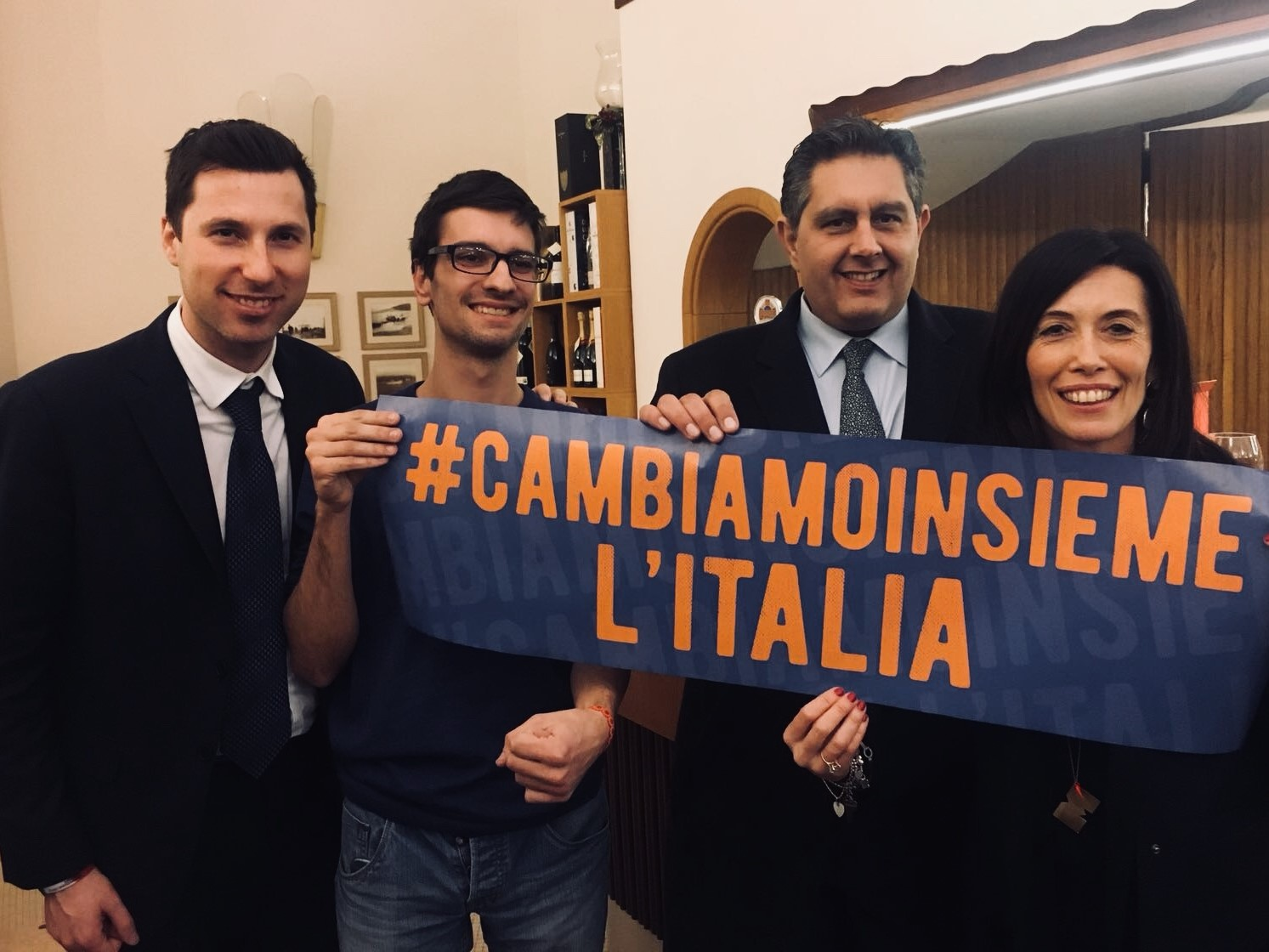
Giovanni Toti e Manuela Gagliardi con lo slogan arancione durante la campagna elettorale per le politiche del 2018.

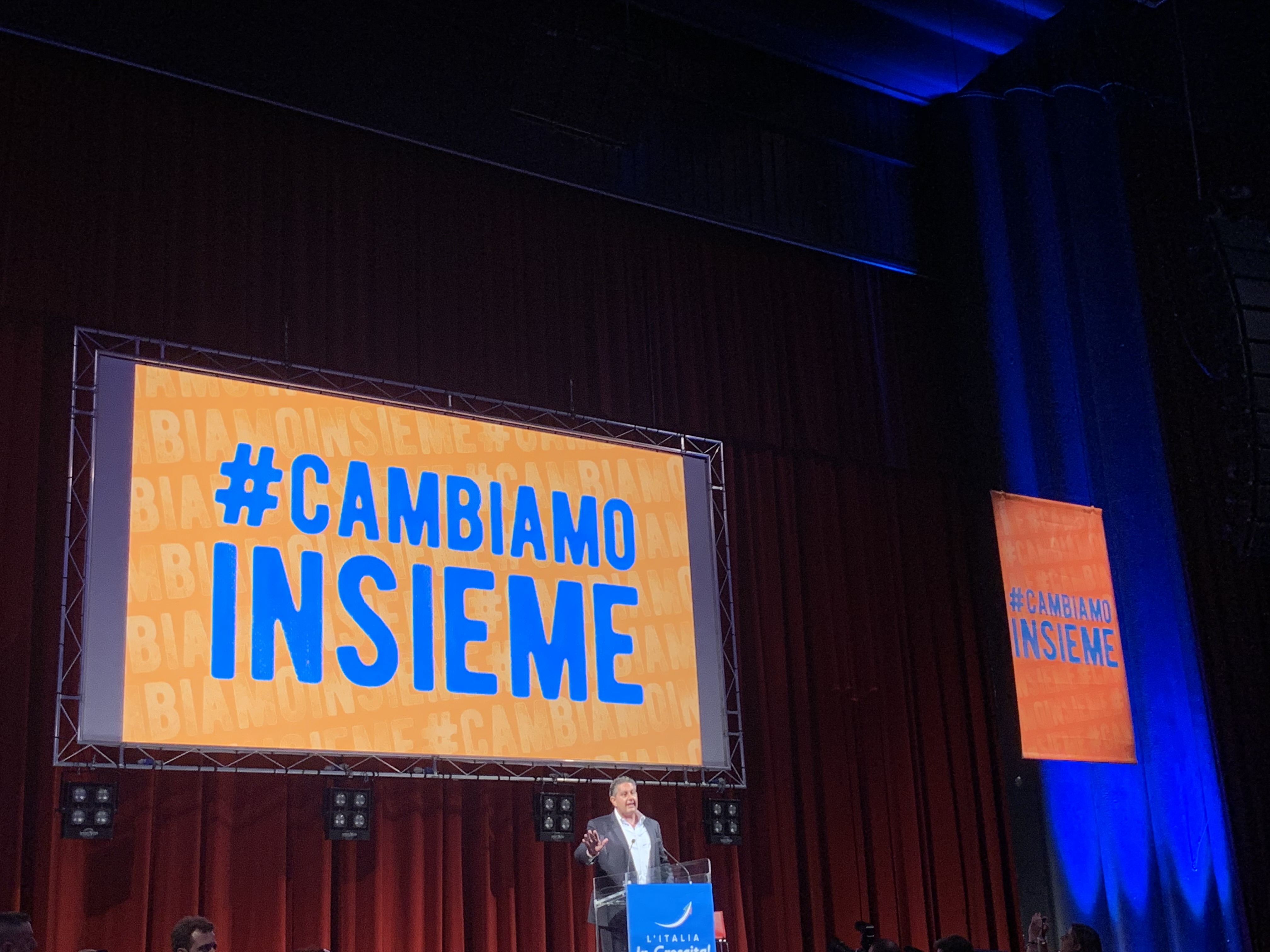
Lo slogan della convention di Giovanni Toti del luglio 2019

Il 19 giugno 2019 il presidente della regione Liguria Giovanni Toti viene nominato da Berlusconi coordinatore di Forza Italia insieme a Mara Carfagna: i due avranno la responsabilità di coordinare l'organizzazione del partito, sulla base delle indicazioni di Berlusconi, e di curare anche il coordinamento di un gruppo al quale verrà affidato l'incarico di redigere una proposta di modifica statutaria da presentare al congresso nazionale. Il 1º agosto Berlusconi nomina un nuovo Coordinamento escludendo Toti, che decide di lasciare il partito non essendo riuscito ad apportare cambiamenti nei precedenti quaranta giorni e di fondare il 7 agosto il movimento Cambiamo!
Il 12 settembre con una conferenza stampa presenta il suo gruppo alla Camera dei deputati: si tratta di cinque suoi fedelissimi fuoriusciti da Forza Italia (la ligure Manuela Gagliardi, il toscano Giorgio Silli e i lombardi Stefano Benigni, Alessandro Sorte e Claudio Pedrazzini) che vanno a formare la componente "Cambiamo!-Dieci volte meglio" nel Gruppo misto insieme con due ex Movimento 5 Stelle. Il 18 settembre, alla firma dell'atto costitutivo del partito aderiscono altri quattro senatori provenienti dal gruppo di FI (Massimo Vittorio Berutti, Paolo Romani, Luigi Vitali e Gaetano Quagliariello). Tre mesi dopo i cinque deputati aderiscono alla nuova componente del misto "Noi con l'Italia-USEI-Cambiamo!-Alleanza di Centro" insieme a Vittorio Sgarbi e a quattro colleghi di Noi con l'Italia - USEI. Il 22 luglio 2020 i senatori di Cambiamo! - ad eccezione di Gino Vitali avvicinatosi alla Lega - annunciano l'iscrizione al Gruppo misto del Senato all'interno del quale costituiranno la componente "Idea e Cambiamo", collocata all'opposizione del Governo Conte II.
Alle elezioni regionali del 2020 Toti viene rieletto presidente della Liguria con il 56% delle preferenze, la sua lista è la più votata col 22% delle preferenze e ottiene otto seggi e tre assessori sui sette della nuova giunta.
Alle regionali toscane il partito presenta i propri candidati nella lista "Toscana civica per il Cambiamento" a supporto di Susanna Ceccardi ma, ottenendo l'1,04% dei voti, non elegge alcun consigliere. In Campania prende parte insieme a UDC e Nuovo PSI alla lista "Caldoro Presidente" raccogliendo l'1,92% con un seggio spettante all'UDC mentre in Puglia, contribuendo all'8,42% de "La Puglia Domani" di Raffaele Fitto, elegge un consigliere regionale (Paolo Dell'Erba, imprenditore che si era già candidato alle politiche con Gaetano Quagliariello) che si aggiunge ai consiglieri delle regioni Liguria (otto oltre a tre assessori), Lazio (uno) e Sardegna (uno). In Umbria Paola Agabiti, eletta nella civica "Tesei Presidente" in quota IDeA, fonderà il movimento Civitas, in Abruzzo Roberto Santangelo, eletto con Azione Politica, nell'ottobre del 2019 avviava un percorso federativo con Cambiamo! ma in consiglio regionale sarebbe rimasto il suo simbolo. In Basilicata invece il consigliere Vincenzo Baldassarre, eletto nel 2019 in quota IDeA, il 6 febbraio 2021 passa a Fratelli d'Italia e anche il consigliere lombardo di Cambiamo! Paolo Franco, ex Forza Italia, il 17 maggio passa al partito di Giorgia Meloni mentre il consigliere pugliese Dell'Erba nell'aprile del 2022 aderisce a Forza Italia.
Il 28 novembre 2020 duecento dirigenti del movimento collegati da tutta Italia si riuniscono per la prima volta in assemblea nazionale sulla piattaforma Zoom.
Il 16 febbraio 2021 aderiscono a Cambiamo! i deputati Osvaldo Napoli, Daniela Ruffino e Guido della Frera che, insieme agli altri cinque totiani e a Gianluca Rospi e Fabiola Bologna di Popolo Protagonista, vanno a formare la componente del Misto "Cambiamo!-Popolo Protagonista".
Le senatrici laziali Mariarosaria Rossi, ex fedelissima di Silvio Berlusconi, e Marinella Pacifico, ex M5S, aderiscono a Cambiamo! l'11 e il 25 marzo; nel contempo viene annunciato che il partito correrà alle comunali di Roma con una propria lista.
Il 26 marzo, dopo che si era tenuta una prima riunione a Roma nell'ottobre del 2019, più di cento ragazzi da tutte le regioni con un'assemblea nazionale on-line danno vita al movimento giovanile; il 28 aprile Toti e l'esecutivo nazionale ufficializzano la costruzione del movimento giovanile dando l'incarico di coordinatore nazionale promotore a Simone Spezzano e quello di portavoce nazionale provvisorio a Nicolas Brigati.
Tra il 16 e il 20 aprile la senatrice Rossi viene nominata amministratrice nazionale del partito e commissario in Basilicata. Il 22 aprile aderisce il senatore Raffaele Fantetti, ex FI eletto nella Circoscrizione Estero.

### La nascita di Coraggio Italia
Il 27 maggio Toti fonda insieme al sindaco di Venezia Luigi Brugnaro Coraggio Italia, un nuovo partito che raccoglie al suo interno deputati provenienti da Centro Democratico (tre), Forza Italia (undici), Cambiamo!-Popolo Protagonista (otto), Movimento 5 Stelle (uno) e Gruppo misto (uno). Il numero dei deputati di Cambiamo! scende da dieci a otto (sei, tra cui Manuela Gagliardi, che viene scelta come vicepresidente del gruppo, e i due di Popolo Protagonista) poiché Alessandro Sorte e Stefano Benigni, totiani della prima ora, non aderiscono al gruppo, in dissenso con la linea politica del nuovo soggetto, più centrista rispetto a Cambiamo!. Al Senato invece alla componente "IDeA e Cambiamo" il 7 giugno si aggiunge anche l'ex forzista e presidente regionale ligure Sandro Biasotti, ma i sette senatori non bastano per formare un gruppo autonomo.
Il 21 luglio a Roma a sostegno di Enrico Michetti viene presentata la lista "Michetti Sindaco" di cui faranno parte Cambiamo Roma, Rinascimento di Vittorio Sgarbi, Cantiere Italia, Democrazia del popolo e Rivoluzione animalista e che raccoglierà solo l'1,84%. Il 24 agosto, in vista delle elezioni regionali in Calabria alla presenza di Brugnaro, Quagliariello, Roberto Occhiuto (candidato presidente per il centrodestra) e dell'ex senatore Bevilaqua (commissario del partito in Calabria), viene presentata la lista di Coraggio Italia che raccoglierà 43.159 voti pari al 5,66% eleggendo Francesco De Nisi, già vicecoordinatore regionale di Cambiamo!, e Salvatore Cirillo. Nella stessa tornata elettorale Cambiamo! presenterà liste comuni con il movimento di Sgarbi anche in altri comuni come quello di Marino a sostegno di Fabrizio De Santis, appoggiato anche da Fratelli d'Italia e liste civiche, raccogliendo il 2,5%. A Savona presenta la lista "Toti per Savona", che con il 13,15% risulta essere la più votata della coalizione di centro-destra nella sconfitta di Angelo Schirru eleggendo tre consiglieri. A Napoli Cambiamo! raccoglie il 2,54% eleggendo un consigliere nella sconfitta di Catello Maresca, a Latina l'1,12% a sostegno di Vincenzo Zaccheo, a Trieste l'1,1 per Roberto Dipiazza, a Rimini il 2,1% correndo in lista con Forza Italia, Noi con l'Italia e UDC. Coraggio Italia corre invece a Novara nella vittoria di Alessandro Canelli con Noi con l'Italia (16,98% e sei consiglieri eletti) e Cosenza (1,99%).
La componente al Senato il 28 ottobre cambia nome in "IDeA-Cambiamo!-Europeisti" che il 23 dicembre diventa  "IDeA-Cambiamo!-Europeisti-noi Di Centro (Noi Campani)" con gli ingressi di Andrea Causin e Sandra Lonardo (moglie di Clemente Mastella). Il 1º dicembre lasciava il gruppo alla Camera Claudio Pedrazzini, totiano della prima ora.

### Nascita di Italia al Centro e dissoluzione di Cambiamo!
Il 16 febbraio 2022 Cambiamo!, Identità e Azione, Europeisti e noi Di Centro danno vita a Italia al Centro, una federazione sovrastrutturale dei partiti e parallela a Coraggio Italia. Il 22 febbraio la componente al Senato diventa "Italia al Centro (IDeA-Cambiamo!-Europeisti-noi Di Centro (Noi Campani))". La componente conta ora quindi sette senatori iscritti a Cambiamo! e la Lonardo di nDC. Il 17 marzo i deputati Osvaldo Napoli e Daniela Ruffino, che avevano aderito a Cambiamo! il 16 febbraio 2021, passano ad Azione di Carlo Calenda.
Il 24 marzo nasce la federazione tra Coraggio Italia e Italia al Centro con Luigi Brugnaro, Giovanni Toti, Gaetano Quagliariello e Marco Marin che precisano che "le due sigle partitiche avranno quindi nuovamente ognuna la propria autonomia e organi rappresentativi distinti. La federazione sarà rappresentata in Parlamento attraverso le due sigle e proseguirà nel supporto sempre più attivo al governo Draghi".
Il 26 marzo all'Acquario di Genova si tiene la prima assemblea di Italia al Centro alla quale partecipano diversi parlamentari di Cambiamo! e Coraggio Italia, i vertici del movimento giovanile di Cambiamo! e diversi amministratori locali vicini a Toti. Il 5 maggio aderisce al partito il senatore Francesco Mollame che viene anche nominato coordinatore regionale in Sicilia. Il 6 giugno aderisce alla componente del Senato l'ex Lega e M5S Ugo Grassi.
Le elezioni comunali del 12 giugno vedono la riconferma di Pierluigi Peracchini, sindaco della Spezia iscritto a Cambiamo! e sostenuto tra le altre dalla lista "Liguria al Centro", che raggiunge l'8,46% eleggendo tre consiglieri. Liste autonome del partito si presentano anche a  Genova (9,17%, 4 consiglieri) e L'Aquila (5,19% e due consiglieri). Ad Asti (1,96%) e Oristano (8,66% e due consiglieri) vengono presentate liste assieme all'UdC. In altri centri esponenti di Italia al Centro si presentano all'interno delle liste di Forza Italia o di liste civiche di centrodestra.
Il 16 giugno Toti sconfessa la federazione tra Coraggio Italia e Italia al Centro, dichiarando che già in occasione delle elezioni amministrative i due movimenti hanno corso separatamente. Il 23 giugno, a seguito degli abbandoni di Simona Vietina e Antonio Lombardo, il gruppo di Coraggio Italia alla Camera scende al di sotto dei venti deputati minimi previsti dal Regolamento e viene conseguentemente sciolto: dei diciotto ex aderenti al gruppo, nel frattempo iscritti d'ufficio al gruppo misto, sette dichiarano che rimarranno nel partito di Brugnaro, mentre undici se ne allontanano.. Di questi quattro fanno capo ad Italia al Centro (Fabiola Bologna, Guido Della Frera, Manuela Gagliardi e Giorgio Silli) mentre gli altri sette, guidati da Marco Marin, fondano l'associazione "Vinciamo Italia". Insieme i due movimenti formano il 28 giugno una componente nel Gruppo misto alla Camera. Al Senato invece gli esponenti di Coraggio Italia Marinella Pacifico e Andrea Causin lasciano la componente di Toti e l'11 luglio aderiscono alla componente del Movimento Associativo Italiani all'Estero, per l'occasione rinominata MAIE-Coraggio Italia.
Il 9 luglio all'Auditorium Antonianum di Roma si tiene la prima assemblea nazionale di Italia al Centro come partito liberal-conservatore, popolare e riformista che conta 12 parlamentari (8 senatori e 4 deputati), 16 amministratori regionali, 42 sindaci e oltre 600 amministratori territoriali. Il 25 luglio, dopo la caduta del governo Draghi e in vista delle elezioni anticipate del 25 settembre, Mastella si smarca presentando il simbolo di noi Di Centro nel corso di una conferenza stampa auspicando un’alleanza con il centro-sinistra. Il 2 agosto, a seguito dell'accordo, poi saltato, tra Azione e Partito Democratico, anche Italia al Centro, che inizialmente non aveva partecipato ai tavoli del centro-destra, aderisce alla coalizione. Il 5 agosto Mastella firma un accordo con il senatore di IaC Raffaele Fantetti per la concessione del simbolo degli Europeisti, per ottenere l'esenzione dalla raccolta firme.
Lo stesso giorno all’Hotel Nazionale di Roma Giovanni Toti e Maurizio Lupi presentano il simbolo comune con cui Italia al Centro e Noi con l'Italia si presenteranno alle elezioni politiche all'interno della coalizione di centro-destra. L’8 agosto il deputato lombardo Guido Della Frera si dimette da coordinatore regionale di Italia al Centro dopo aver firmato, con l’ex sindaco di Milano Gabriele Albertini e altri amministratori lombardi, un appello per la costituzione del Terzo Polo di Carlo Calenda e Matteo Renzi. Il giorno seguente Fabiola Bologna lo sostituisce come coordinatrice regionale e aderiscono al partito Marco Marin e Simona Vietina già con Toti in Coraggio Italia.
L'11 agosto alla Camera dei deputati in conferenza stampa Giovanni Toti, Maurizio Lupi, Luigi Brugnaro e Lorenzo Cesa presentano la lista unitaria Noi moderati con i simboli federati di Italia al Centro, Noi con l'Italia, Coraggio Italia e Unione di Centro. All'uninominale il partito di Toti schiera Ilaria Cavo e Sandro Biasotti sui due collegi di Genova, Pino Bicchielli a Salerno e Mariarosaria Rossi a Napoli. In quota Italia al Centro nei collegi plurinominali sono candidati, tra gli altri, Manuela Gagliardi, Giorgio Silli, Massimo Vittorio Berutti, Simona Vietina, Fabiola Bologna, l'assessore ligure Marco Scajola, il consigliere regionale del Lazio Adriano Palozzi oltre al presidente del Partito degli Europei e Liberali Francesco Patamia. Alle elezioni del 25 settembre la lista Noi moderati prende lo 0,91% alla Camera (255.505 voti) e lo 0,89% al Senato (244.363 voti), riuscendo a eleggere 9 parlamentari (7 deputati e 2 senatori) nei collegi uninominali, tra i quali Cavo e Bicchielli di Italia al Centro alla Camera, i quali il 27 ottobre formano il gruppo Noi moderati (Noi con l'Italia, Coraggio Italia, UdC, Italia al Centro) - MAIE assieme agli altri eletti della lista. Nel Governo Meloni Italia al Centro esprime Giorgio Silli come sottosegretario agli Esteri esterno. 

#### La confluenza in Noi Moderati
Nel maggio 2023 Italia al Centro e Noi con l'Italia avviano la trasformazione di Noi Moderati in un partito politico strutturato. Il 17 ottobre 2023 Giovanni Toti viene eletto presidente del consiglio nazionale di Noi moderati composto da 150 membri.
Alle elezioni regionali in Sardegna del 2024 la lista riconducibile Sardegna al Centro 20Venti, capitanata dal consigliere regionale uscente Antonello Peru, raccoglie il 5,49% con 3 consiglieri eletti nella sconfitta di Paolo Truzzu distinguendosi come quarta forza della coalizione.
Il 25 luglio 2024 la lista civica di Toti nel consiglio regionale ligure, che con 8 membri è il più grande tra i gruppi, cambia nome da Cambiamo con Toti Presidente a Lista Toti Liguria. Il giorno dopo Toti rassegna le dimissioni poiché si trova ai domiciliari da maggio con diverse accuse. In vista delle elezioni regionali anticipate 4 consiglieri regionali su 7 rimasti lasciano il gruppo di Toti trovando posto in altre liste di partiti del centro-destra mentre i candidati totiani trovano posto nella lista civica Vince Genova di Marco Bucci.

## Nelle istituzioni

### Camera dei deputati
Gruppo Noi con l'Italia - Unione Sudamericana Emigrati Italiani - Cambiamo! - Alleanza di Centro
| XVIII legislatura |
| ----------------- |
| 5 deputati        |

### Senato della Repubblica
Gruppo Identità e Azione-Cambiamo!
| XVIII legislatura |
| ----------------- |
| 3 senatori        |

## Simbologia
Il simbolo del partito era caratterizzato da un richiamo al tricolore tramite una "raschiata a scarabocchio" del fondo blu scuro della parte superiore del simbolo, ed il nome del partito in bianco. La sezione inferiore recante il cognome Toti era invece arancione come le "liste arancioni" a supporto della sua candidatura alle elezioni regionali.

Simbolo di Cambiamo!
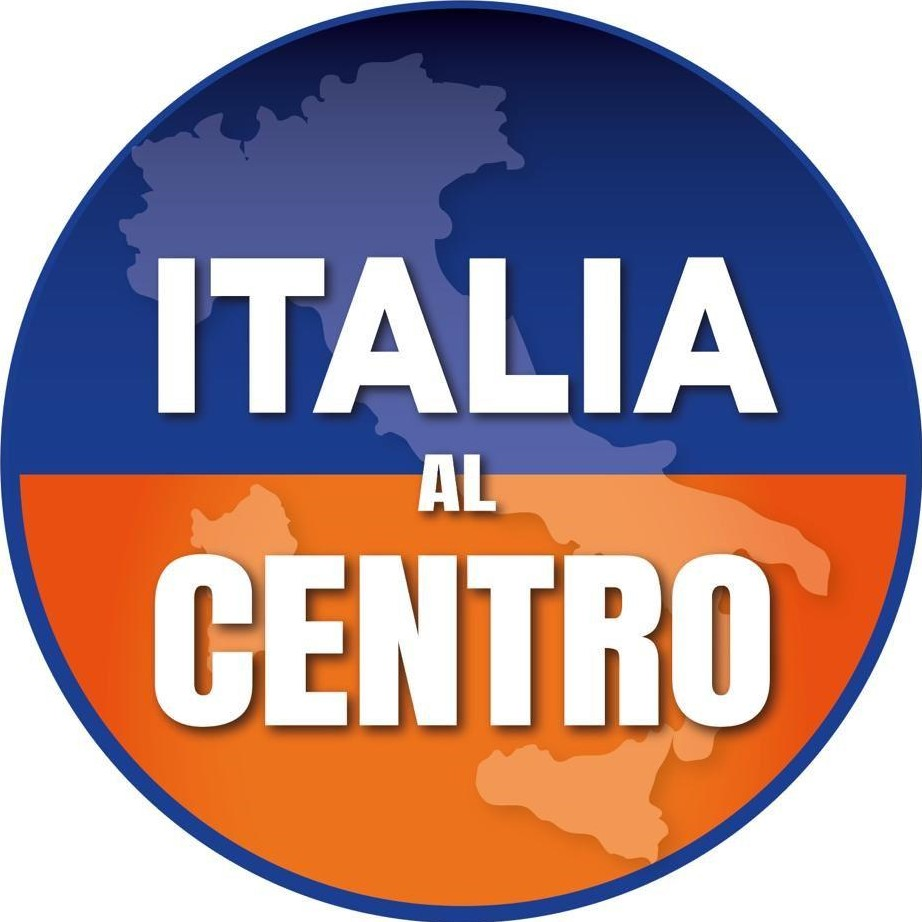
Simbolo statuario di Italia al Centro
Simbolo elettorale di Italia al Centro
Simbolo presentato per le elezioni politiche 2022 con Noi con l'Italia, Coraggio Italia e Unione di Centro